# 鈴木滋彦
鈴木 滋彦（すずき しげひこ、1953年 - ）は、日本の農学者（林産学）。学位は農学博士（東京大学・1990年）。静岡大学名誉教授・農学部特任教授。
静岡大学農学部教授、静岡大学副学長などを歴任した。2020年度より静岡県立農林環境専門職大学および同短期大学部学長を務めている。

## 概要
静岡県出身の農学者である。林産学を専攻しており、木質バイオマス利用学の研究で知られている。名古屋大学大学院を修了後、静岡大学にて教鞭を執った。学内では農学部の副学部長や学部長を経て副学長（国際戦略担当）を務めるとともに、日本学術会議の連携会員に選任されるなど、要職を歴任した。静岡大学の教授を定年退官してからは、日本初となる農林業分野の専門職大学である静岡県立農林環境専門職大学の新設に尽力し、その初代学長に就任した。

## 来歴

### 生い立ち
1953年、静岡県にて生まれた。名古屋大学に進学し、農学部の林産学科にて学んだ。1976年、名古屋大学を卒業した。そのまま名古屋大学の大学院に進学し、農学研究科で引き続き林産学を学んだ。1978年、博士課程（前期課程）を修了した。なお、のちに「パーティクルボードの機械的性質および耐久性能に関する研究」と題した博士論文を執筆しており、1990年に東京大学より農学博士の学位を授与されている。

### 農学者として
大学院修了後は、静岡大学に採用され、1978年より農学部で助手を務め、主として林産学科の講義を担当した。1989年4月に農学部の学科が再編されてからは、主として森林資源科学科の講義を担当した。1995年に助教授、2004年に教授に就任した。2006年4月に学科が改組され、主として環境森林科学科の講義を担当した。2016年4月の学科再編以降は、主に生物資源科学科の木質科学コースの講義を担当し、木質バイオマス利用学研究室を受け持った。
学内においては要職を歴任しており、2008年より教育研究評議員、同年より農学部の副学部長も務めており、2011年には農学部の学部長、2013年には副学長（国際戦略担当）に就任した。2019年、静岡大学を定年退官し、名誉教授の称号が贈られた。なお、静岡大学農学部においては、特任教授としてその後も引き続き教鞭を執った。
そのほか、公的機関の役職なども兼任しており、日本学術会議では第20期の2006年から2008年まで、および、第22期と第23期の2011年から2017年まで、それぞれ連携会員を兼任していた。
また、静岡県が設置・運営する静岡県立農林大学校を改組し、新たに静岡県立農林環境専門職大学と短期大学部を設立する構想が持ち上がって準備が進められ、2020年4月に開学することとなった。農林業分野での専門職大学が設置されるのは、日本で初めてとなる。それに伴い、鈴木は2018年より、静岡県の専門職大学整備推進顧問を兼任していたが、新大学発足後は初代学長に就任した。

## 研究
専門は農学であり、特に林産学などの分野の研究に従事していた。具体的には、木材の有効利用について研究しており、木質材料、森林バイオマス、セルロースナノファイバーに関する研究で知られている。2000年には日本木材学会賞を受賞している。
学術団体としては、日本木材学会、日本木材加工技術協会、日本木材保存協会、日本材料学会、日本建築学会、日本農学アカデミーなどに所属した。また、2010年より国際木材科学アカデミーのフェローとなった。

## 略歴
- 1953年 - 静岡県にて誕生[1]。
- 1976年 - 名古屋大学農学部卒業[2]。
- 1978年 - 名古屋大学大学院農学研究科博士課程（前期課程）修了[2]。
- 1978年 - 静岡大学農学部助手[2]。
- 1995年 - 静岡大学農学部助教授[2]。
- 2004年 - 静岡大学農学部教授[2]。
- 2006年 - 日本学術会議連携会員[2]。
- 2008年 - 静岡大学教育研究評議員[2]。
- 2008年 - 静岡大学農学部副学部長[2]。
- 2010年 - 国際木材科学アカデミーフェロー[2]。
- 2011年 - 静岡大学農学部学部長[2]。
- 2011年 - 日本学術会議連携会員[2]。
- 2013年 - 静岡大学副学長（国際戦略担当）[2]。
- 2015年 - 日本木材学会副会長[2]。
- 2018年 - 静岡県専門職大学整備推進顧問[2]。
- 2019年 - 静岡大学退職。
- 2019年 - 静岡大学農学部特任教授[2]。
- 2019年 - 静岡大学名誉教授[2]。
- 2020年 - 静岡県立農林環境専門職大学学長[1]。
- 2020年 - 静岡県立農林環境専門職大学短期大学部学長[1]。

## 賞歴
- 2000年 - 日本木材学会賞[2]。

## 著作

### 寄稿、分担執筆、等
- 山田正編『木質環境の科学』海青社、1987年。ISBN 4906165133
- Disposal and recycling of organic and polymeric construction materials -- proceedings of the International RILEM Workshop, Tokyo, 26-28 March 1995, Y. Ohama (ed.), E. & F.N. Spon, 1995. ISBN 0419205500
- 最新木材工業事典出版委員会編『最新木材工業事典』日本木材加工技術協会、1999年。
- 鈴木正治・徳田迪夫・作野友康編『木材科学講座』8巻、改訂増補版、海青社、1999年。ISBN 490616580X
- 日本木材学会編『木質科学実験マニュアル』文永堂、2000年。ISBN 4830040947
- 日本木材保存協会編『木材保存学入門』改訂2版、日本木材保存協会、2005年。ISBN 4990197925
- 土木研究所編著『建設発生木材リサイクルの手引き（案）――土木工事現場における現場内利用を主体とした』大成出版社、2005年。ISBN 480289242X
- 山本良一監修、鈴木淳史編集委員長『エコマテリアルハンドブック』丸善、2006年。ISBN 4621077449
- 作野友康ほか編『木材接着の科学』海青社、2010年。ISBN 978-4-86099-206-4
- 日本木材保存協会編集『木材保存学入門』改訂3版、日本木材保存協会、2012年。ISBN 978-4-9901979-6-4

### 註釈
1. ↑  鈴木滋彦の出生地は、のちの静岡県袋井市に該当する。出生当時、まだ袋井市は成立していない。